# 139 Жуйхуа

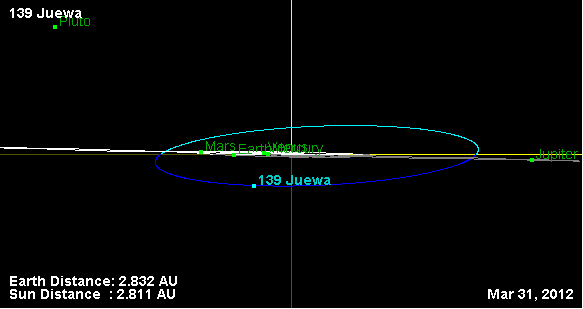

139 Жуйхуа (139 Juewa) — астероїд головного поясу, відкритий 10 жовтня 1874 року.